# 다구치 손실 함수
다구치 손실 함수는 일본의 통계학자 다구치 겐이치가 개발한 손실 함수의 도식적 표현으로 어떤 회사가 생산한 제품의 가치에 영향을 미치는 현상을 묘사하기 위한 것이다. 이는 W. 에드워즈 데밍 박사 (1980년대 미국 경영학계 품질 운동의 거장)가 찬양한 바와 같이, 예를 들어 어떤 작업자가 단순히 도면 청사진 공차를 넘는다고 해서 품질이 갑자기 급락하지는 않는다는 개념을 명백히 밝혔다. 대신 의도했던 조건으로부터 분산이 증가함에 따라 가치의 손실이 점차로 증가한다. 이것은 품질을 묘사하는 돌파구로 인식되며 이후에 린 생산으로 발전된 지속적 개선 운동을 추진하는 동력이 되었다.

## 같이 보기
- 다구치 방법